# Torontál (keresztnév)
A Torontál török eredetű régi magyar személynév, jelentése: kis sólyom.

## Gyakorisága
Az 1990-es években szórványos név, a 2000-es években nem szerepel a 100 leggyakoribb férfinév között.

## Névnapok
- március 26.[2]